# 勒鲁塞
勒鲁塞（法語：Le Rousset，法語發音：[lə ʁusɛ]）是法国索恩-卢瓦尔省的一个旧市镇，属于沙罗勒区。2016年，勒鲁塞与市镇马里济合并为新市镇勒鲁塞-马里济。

## 地理
勒鲁塞（46°34'17"N, 4°27'51"E）面积24.74 平方千米，位于法国勃艮第-弗朗什-孔泰大區索恩-卢瓦尔省，该省份为法国中部省份，北起顺时针与科多尔省、汝拉省、安省、罗讷省、卢瓦尔省、阿列省和涅夫勒省接壤。
与勒鲁塞接壤的市镇（或旧市镇、城区）包括：古尔东、吉河畔舍瓦尼、拉吉什、勒鲁塞-马里济、馬里、圣马塞兰德克赖、圣罗曼苏古尔东。

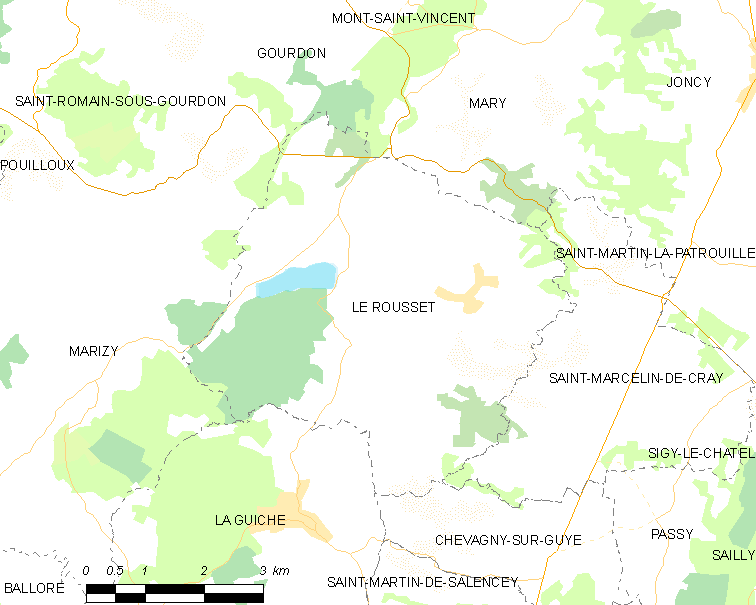
勒鲁塞的OSM定位图

勒鲁塞的时区为UTC+01:00、UTC+02:00（夏令时）。

## 行政
勒鲁塞的邮政编码为71220，INSEE市镇编码为71375。

## 政治
勒鲁塞所属的省级选区为沙罗勒县。

## 人口

1962-2008年间勒鲁塞人口变化图示

勒鲁塞于2018年1月1日时的人口数量为224人。